# Naupacte
Naupacte (grec: Ναύπακτος, Nàfpaktos), coneguda també pel seu nom històric de Lepant (del venecià Lepanto) és una ciutat de Grècia situada a la unitat perifèrica d'Etòlia-Acarnània, a la costa nord de l'estret que separa el golf de Patres del golf de Corint. Té una població d'uns vint mil habitants i fins a 1977 fou seu d'un bisbat de l'església catòlica.
Per la seva situació, ha estat de gran rellevància estratègica al llarg de tota la història pel control que ofereix del golf de Corint: a l'antiguitat fou una estació naval atenesa molt important durant la Guerra del Peloponès, posteriorment fou un emplaçament clau en les guerres entre otomans i venecians i el 1571 fou el lloc on s'esdevengué la batalla de Lepant, on la Lliga Santa derrotà l'Imperi Otomà i frenà el seu avanç cap a Europa. Pràcticament no es conserven restes de la ciutat antiga, però sí que es conserven les fortificacions venecianes.

## Història

### Edat antiga
Segons el mite fundacional, la ciutat derivaria el seu nom d'un heraclida anomenat Naupacte: es deia que els heraclides, capitanejats per Naupacte, construïren allà la flota amb què entraren al Peloponnès, i durant aquell període fundaren la ciutat, que prengué el nom del seu fundador. En realitat, el nom de Naupacte significa 'amarrador': és un compost de ναῦς naus, 'vaixell' i el verb πήγνυμι pḗgnymi, 'amarrar'. En efecte, constituïa el millor punt d'ancoratge de la costa nord del golf de Corint, i era el port d'Amfissa, la capital de la Lòcrida Ozòlia, i.
Després de les guerres mèdiques va caure en mans dels atenesos, que hi van establir els messenis expel·lits del seu país pels espartans al final de la tercera guerra messènica el 455 aC. Durant la guerra del Peloponès fou quarter general de la flota atenesa a la zona de la Grècia occidental: la flota atenesa, dirigida per l'almirall Formió, va derrotar els lacedemonis a Naupacte el 429 aC. Posteriorment, els messenis de Naupacte van patir els saquejos per part dels etolis de la zona, i van convèncer el general atenès Demòstenes d'atacar l'interior d'Etòlia; Demòstenes va sortir de Naupacte amb una força considerable, però ja a l'interior d'Etòlia fou derrotat a Egícion. Llavors, els etolis, aliats amb els espartans d'Euríloc, van atacar Naupacte, que Demòstenes va poder defensar amb ajut dels acarnanis. Després d'aquest conflicte els etolis no van participar més en la guerra, si bé alguns mercenaris va combatre pels atenesos a Sicília.
Després de la Batalla d'Egospòtamos, els messenis foren marxats, i els locris recuperaren la ciutat (404 aC). Amb els messenis exiliats de Naupacte, Zacint i el Peloponnès, Dionís el Vell de Siracusa fundà la ciutat de Tíndaris. Poc més tard, Naupacte caigué sota la influència dels aqueus, que en foren expulsats per Epaminondes de Tebes. El 338 aC la va ocupar Filip II de Macedònia, que la va cedir a la Lliga Etòlia. Per aquest motiu, de vegades també fou considerada una ciutat d'Etòlia, en comptes de la Lòcrida.
A final del segle iii aC, la Lliga Etòlia es va enemistar amb Filip V de Macedònia, i fou gràcies a l'estrateg Agelau de Naupacte que els dos oponents feren la pau i el 191 aC defensaren plegats la ciutat de l'atac dels romans durant dos mesos. Després de la batalla de Pidna el 168 aC, la ciutat passà a mans de la República Romana, juntament amb Macedònia i Etòlia.
La ciutat tenia un temple dedicat a Posidó, un dedicat a Artemisa, una cova sagrada d'Afrodita i un temple dedicat a Asclepi, en ruïnes ja en temps de Pausànias.

### Història moderna
Fou destruïda per un terratrèmol en temps de Justinià I (553) i reconstruïda més tard; altre cop destruïda per un terratrèmol al segle viii, fou altre cop reconstruïda. Durant el domini de l'Imperi Romà d'Orient, l'antic nom de Ναύπακτος (Nàupaktos) esdevengué Ἔπακτος (Épaktos), que més tard donà lloc al nom italià de la ciutat, Lepanto.
Lepant fou una possessió catalana dins el Ducat d'Atenes de 1361 fins a 1377, quan passà a la família dels Spata. Pau Bua Spata la va cedir el 1407 a la República de Venècia a canvi de 1500 ducats. Una versió que podria ser certa diu que la ciutat fou presa per sorpresa pels venecians, i el seu senyor la va haver de cedir sota amenaça d'acabar amb el cap tallat. Els venecians nomenaren un capitano o rettore dependent del governador de Corfú, i la varen mantenir durant 92 anys. La van fortificar, i van resistir un setge dels otomans el 1477 que va durar quatre mesos; però finalment, el 1499, fou conquerida per Baiazet II, i fou la capital del sandjak d'Aynabahti o İnebahtı, que és com s'anomena la ciutat en turc.
El 7 d'octubre de 1571 fou escenari de l'anomenada batalla de Lepant, contesa que enfrontà l'Imperi Otomà amb la Lliga Santa, una unió formada pels Estats Pontificis, la República de Venècia i la monarquia hispànica. El 1678 els venecians la van reconquerir, però la van haver de retornar als otomans en virtut del tractat de Karlowitz de 1699. El 12 de març de 1829 s'incorporà a la Primera República Hel·lènica, que el 1832 esdevengué el nou Regne de Grècia. A partir d'aquest moment, i seguint la política d'hel·lenització de la toponímia de l'estat grec, la ciutat adoptà oficialment el nom clàssic de Naupacte (grec: Ναύπακτος).